# Lonchoptera longiphallus
Lonchoptera longiphallus är en tvåvingeart som beskrevs av Klymko 2008. Lonchoptera longiphallus ingår i släktet Lonchoptera och familjen spjutvingeflugor. Inga underarter finns listade i Catalogue of Life.